# Lac du Jotty
Le lac du Jotty se trouve en Haute-Savoie sur la commune de la Baume, dans le Chablais français.
C'est un lac de barrage situé sur la Dranse de Morzine dans la vallée d'Aulps, au-dessus des gorges du Pont-du-Diable.